# خسوس ارناندس اوبدا
خسوس ارناندس اوبدا (اسپانیایی: Jesús Hernández Úbeda‎; ۱۱ اکتبر ۱۹۵۹ – ۲۳ آوریل ۱۹۹۶) دوچرخه‌سوار اهل اسپانیا بود. وی در مسابقات تور دو فرانس شرکت کرده است.